# Pharyngochromis acuticeps
Pharyngochromis acuticeps, também conhecido como dourada -tral.

## Descrição
Esta espécie da bacia do Zambeze é uma espécie de haplochromine de tamanho médio que tem uma cabeça grande com um focinho arredondado e uma boca ligeiramente para cima. Tem um corpo esguio com um contorno relativamente recto, uma barbatana dorsal longa e uma barbatana caudal truncada. A barbatana dorsal contém 14-16 espinhos e 10-13 raios moles, enquanto a barbatana caudal tem 2 espinhos e 7-10 raios moles. A linha lateral está em duas secções e contém 36 escamas. O corpo é de cor marrom na parte superior que é marcado por barras marrons mais escuras, com a cor tornando-se verde iridescente em direção à barriga. As escamas são vermelhas nos seus centros e há pontos vermelhos nas partes das barbatanas dorsais e caudais apoiadas por raios, enquanto a cauda tem manchas marrons e há pontos de imitação de ovos alaranjados na nadadeira caudal. Eles crescem até um comprimento total de 12 centímetros (4,7 pol).

## Distribuição
A espécie do Zambeze encontra-se nas bacias do rio Zambeze na Zâmbia, Zimbabué e Namíbia, no alto Rio Save e no alto rio Runde no Zimbabué e no rio Chobe, rio Okavango e rio Cunene no Botsuana, Namíbia e Angola. Uma população no Mwekera, um afluente do rio Kafue, pode representar uma espécie separada, apesar de algumas fontes afirmarem que está ausente no Cunene.

## Habitat e biologia
A espécie do Zambeze encontra-se nas margens dos canais fluviais e afluentes, onde existe uma corrente mais lenta, bem como em lagoas e planícies aluviais dominadas por serapilheira, onde haja abundância de plantas aquáticas ou emaranhados de raízes de árvores. São predadores que se alimentam de moluscos, especialmente caracóis e mexilhões de água doce, bem como crustáceos de água doce e larvas de insectos e ovos e de outros peixes. É caçado por corvos marinhos e africanos e também por pescadores de subsistência. A desova ocorre no verão e a fêmea leva uma ninhada de 800 ovos em sua boca após a desova; ela também pode matar os filhotes. Têm uma vida útil de 3-4 anos. Esta espécie é possivelmente um hospedeiro intermediário importante dos nematoides parasitas do género Contracaecum, sendo os hospedeiros finais os pássaros piscívoros que frequentemente se alimentam desta espécie do Zambeze, incluindo o cormorão-de-peito-branco, o cormorão de cauda longa, o darter africano e a garça cinzenta.